# Њутон (Тексас)
Њутон (енгл. Newton) град је у америчкој савезној држави Тексас. По попису становништва из 2010. у њему је живело 2.478 становника.

## Демографија
Према попису становништва из 2010. у граду је живело 2.478 становника, што је 19 (0,8%) становника више него 2000. године.
| Група             | 2000.         | 2010.         |
| Белци             | 1.334 (54,2%) | 1.445 (58,3%) |
| Афроамериканци    | 777 (31,6%)   | 875 (35,3%)   |
| Азијати           | 27 (1,1%)     | 17 (0,7%)     |
| Хиспаноамериканци | 302 (12,3%)   | 114 (4,6%)    |
| Укупно            | 2.459         | 2.478         |